# Vallet
Vallet – miejscowość i gmina we Francji, w regionie Kraj Loary, w departamencie Loara Atlantycka.
Według danych na rok 2010 gminę zamieszkiwało 8425 osób, a gęstość zaludnienia wynosiła 143 osoby/km².